# Задача миллионеров-социалистов
Задача миллионеров-социалистов (англ. Socialist Millionaires' Problem, SMP, Tierce problem) — криптографическая задача, в которой два миллионера хотят выяснить, равны ли их состояния, не разглашая точные суммы. Решение этой задачи используется в качестве криптографического протокола, который позволяет двум сторонам проверить подлинность удаленного участника с помощью общего секрета, избегая атаки «человек посередине», без необходимости сравнивать вручную отпечатки открытого ключа через другой канал.

## История
Впервые задача безопасного многостороннего вычисления была поднята Эндрю Яо в 1982 году. Два миллионера, Алиса и Боб, хотят выяснить, кто же из них богаче, при этом они не хотят разглашать точную сумму своего благосостояния. Яо предложил в своей статье оригинальный способ решения задачи, получившей впоследствии название «Задача миллионеров Яо». В 1996 году в работе Маркуса Якобссона и Моти Юнга частный случай, в котором Алиса и Боб хотят выяснить, равны ли их состояния, был назван задачей миллионеров-социалистов. Другой вариант названия — «Tierce problem» (tierce — французская игра на ставках): подразумевается, что два игрока хотят выяснить, одинаковая ли у них комбинация ставок.
Эффективное решение задачи миллионеров-социалистов было предложено в 2001 году в работе Фабрис Будо, Берри Шонмейкерса и Жака Траоре. Оно было реализовано в протоколе OTR (Off-the record), после того как в 2007 году Оливер Гоффарт опубликовал модуль mod_otr для сервера ejabberd, позволяющий автоматически проводить атаку типа «человек посередине» на пользователей OTR, не проверяющих отпечатки открытых ключей друг друга.

## Свойства
Алиса и Боб знают секреты {\displaystyle x} и {\displaystyle y} соответственно.
Свойства, которые должны присутствовать в протоколе взаимодействия:
- Отсутствие утечки информации: если предположить, что Алиса и Боб добросовестно следуют протоколу, они не должны знать ничего кроме того, совпадают их секреты или нет.
- Конфиденциальность: никто другой не должен узнать секреты Алисы и Боба. Активный злоумышленник, способный произвольно вмешиваться в общение Алисы и Боба, должен узнать не больше, чем пассивный злоумышленник.
- Безопасность: ни Алиса, ни Боб не должны быть обмануты. Если кто-то из них не следует протоколу, он по-прежнему должен узнать секрет собеседника только при совпадении {\displaystyle x} и {\displaystyle y}.
- Простота: протокол должен быть простым в реализации и понятным, то есть Алиса и Боб не должны тратить большое количество времени, энергии и денег, чтобы использовать протокол.
- Удаленность: Алиса и Боб не должны присутствовать физически в одном и том же месте, чтобы выяснить, совпадают ли секреты.

## Решение без криптографии
Решение задачи может быть представлено в наглядном виде, без криптографии.
Ситуация: Сотрудник высказал жалобу по поводу деликатного вопроса Алисе, менеджеру компании, и попросил сохранить анонимность его личности. Некоторое время спустя Боб, другой менеджер, сказал Алисе, что кто-то пожаловался ему, также попросив сохранить конфеденциальность. Алиса и Боб хотят определить, был ли это один и тот же человек, без разглашения имен.
Чашки
Для этого способа требуется, чтобы кандидатов было не слишком много, допустим, двадцать. Алиса и Боб должны взять двадцать одинаковых контейнеров, например, одноразовые чашки, наклеить на каждую чашку этикетку с именем (по одной на кандидата). Алиса должна положить сложенный листок бумаги со словом «да» в чашку человека, который жаловался и листки со словом «нет» в остальные девятнадцать чашек. Боб должен сделать то же самое. Затем они должны снять этикетки и переставить чашки в случайном порядке. Если в одной из чашек два листка со словом «да», значит, им жаловался один и тот же человек.
Колода карт
Этот способ подходит для случаев, когда список кандидатов велик, либо не определён. Здесь используется тот факт, что количество игральных карт в обычной колоде вдвое превышает количество букв в латинском алфавите. Колоду из 52 карт нужно разделить по цветам на две колоды по 26 карт. Затем перемешать каждую колоду и положить на стол рубашкой вверх. Всего нужно проделать 26 итераций. На {\displaystyle i}-й итерации Алиса снимает верхнюю карту с каждой колоды, складывает их лицом к лицу, и переворачивает так, чтобы карта из красной колоды была сверху. Дальше она прячет карты за спину и переворачивает, если в имени сотрудника, который жаловался, есть {\displaystyle i}-я буква в алфавите. После этого она должна дать карты Бобу, который также должен спрятать карты за спину, перевернуть, если в имени есть {\displaystyle i}-я буква и затем положить на стол. Процедуру нужно повторить ещё {\displaystyle 26-i} раз. После этого карты нужно сложить в одну стопку и перемешать. Красная карта лицом вверх сигнализирует о том, что секреты не совпадают.

## Криптографическое решение
Исходные данные

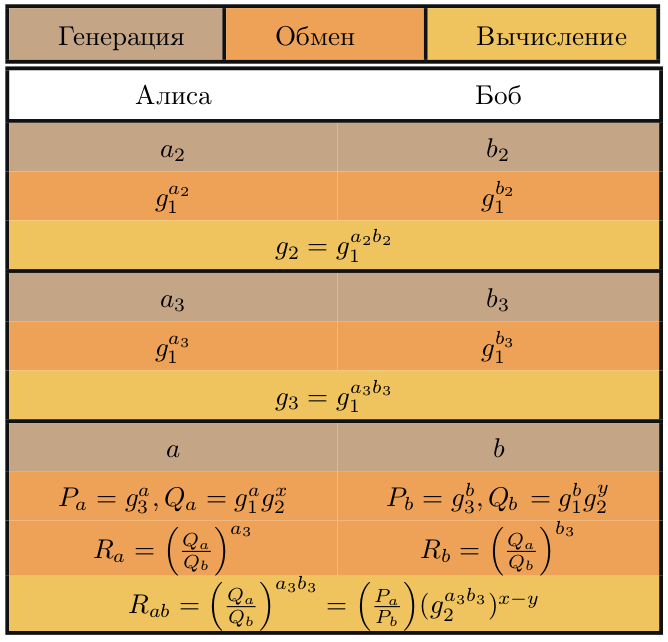
Протокол миллионеров-социалистов в OTR

- {\displaystyle q} — большое простое число, по модулю которого производятся все вычисления
- {\displaystyle x,y}, секреты Алисы и Боба соответственно
- {\displaystyle g_{1}}- первый генератор

Требуется выяснить, совпадают ли секреты Алисы и Боба, {\displaystyle x=y}.

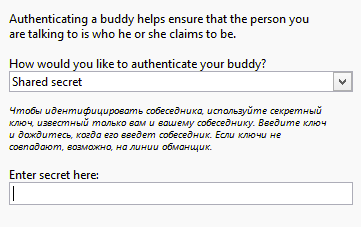
Аутентификация по секретному ключу в Pidgin

Создание генераторов
- Алиса выбирает число {\displaystyle a_{2}}, Боб выбирает {\displaystyle b_{2}}. Затем они обмениваются {\displaystyle g_{1}^{a_{2}}}и {\displaystyle g_{1}^{b_{2}}}(проверив, что они не равны 1) и оба вычисляют {\displaystyle g_{2}=g_{1}^{a_{2}b_{2}}}(вычисления ведутся по модулю {\displaystyle q}, т.е {\displaystyle g_{2}} = {\displaystyle g_{1}^{a_{2}}{\bmod {q}}}).
- После этого они повторяют процедуру, генерируя новые {\displaystyle a_{3},b_{3}}, обмениваясь {\displaystyle g_{1}^{a_{3}}}и {\displaystyle g_{1}^{b_{3}}}(проверив, что они не равны 1) и вычисляя {\displaystyle g_{3}=g_{1}^{a_{3}b_{3}}}.
- {\displaystyle a_{3}} и {\displaystyle b_{3}} требуется запомнить для дальнейшего использования.

«Упаковка» {\displaystyle x} и {\displaystyle y}
- Алиса выбирает {\displaystyle a}, вычисляет {\displaystyle P_{a}=g_{3}^{a}} и {\displaystyle Q_{a}=g_{1}^{a}g_{2}^{x}}. Боб выбирает {\displaystyle b}, вычисляет {\displaystyle P_{b}=g_{3}^{b}} и {\displaystyle Q_{b}=g_{1}^{b}g_{2}^{y}}. Происходит обмен {\displaystyle P_{a},Q_{a},P_{b},Q_{b}}.

Проверка {\displaystyle x=y}
- Алиса вычисляет {\displaystyle R_{a}={\Biggl (}{\frac {Q_{a}}{Q_{b}}}{\Biggr )}^{a_{3}}}, Боб вычисляет {\displaystyle R_{b}={\Biggl (}{\frac {Q_{a}}{Q_{b}}}{\Biggr )}^{b_{3}}}, они обмениваются этими значениями и вычисляют {\displaystyle R_{ab}=R_{a}^{b_{3}}=R_{b}^{a_{3}}}.
- В данный момент обе стороны знают, что {\displaystyle R_{ab}={\Biggl (}{\frac {Q_{a}}{Q_{b}}}{\Biggr )}^{a_{3}b_{3}}=(g_{1}^{a-b}g_{2}^{x-y})^{a_{3}b_{3}}=g_{3}^{a-b}g_{2}^{(x-y)a_{3}b_{3}}={\Biggl (}{\frac {P_{a}}{P_{b}}}{\Biggr )}(g_{2}^{a_{3}b_{3}})^{x-y}}.
- То есть для того чтобы проверить {\displaystyle x=y}, нужно проверить {\displaystyle R_{ab}={\Biggl (}{\frac {P_{a}}{P_{b}}}{\Biggr )}}

### Особенности реализации в OTR
В OTR используется 1536-битная группа, описанная в RFC 3526, также известная как группа Диффи-Хеллмана 5. Для безопасности сравниваются SHA-256 хеш от идентификатора сессии, отпечатки открытого ключа обеих сторон и оригинальные секреты Алисы и Боба.

### Безопасность
Безопасность протокола основывается на стандартных предположениях в криптографии:
- DL (discrete logarithm, дискретное логарифмирование) предположение для группы {\displaystyle G_{q}} состоящее в том, что {\displaystyle \log _{q}y} , {\displaystyle g,y\in G_{q},g\neq 1} невозможно вычислить за разумное время.
- DH (Diffie-Hellman) предположение для группы {\displaystyle G_{q}} состоящее в том, что невозможно вычислить {\displaystyle g^{ab}}, зная {\displaystyle g,g^{a},g^{b}} для произвольных {\displaystyle a,b}.
- DDH (decisional Diffie-Hellman) предположение для группы {\displaystyle G_{q}} состоящее в том, что невозможно определить {\displaystyle c=ab} (что эквивалентно {\displaystyle g^{c}=g^{ab}}) зная {\displaystyle g,g^{a},g^{b},g^{c}} для произвольных {\displaystyle a,b,c}.